# Popis hrvatskih veleposlanika u Peruu
Republika Hrvatska i Republika Peru održavaju diplomatske odnose od 12. siječnja 1993. Sjedište veleposlanstva je u Santiagu.

## Veleposlanici
Hrvatska nema rezidentno veleposlanstvo u Peruu. 
Veleposlanstvo Republike Hrvatske u Republici Čile pokriva Višenacionalnu Državu Boliviju, Ekvador i Republiku Peru.
| Veleposlanik          | Postavljenje       | Opoziv              | Sjedište          |
| --------------------- | ------------------ | ------------------- | ----------------- |
| Frane Krnić           | 11. prosinca 1993. | 15. kolovoza 1995.  | Santiago de Chile |
| Franjo Antun Blažević | 5. siječnja 1996.  | 31. prosinca 1998.  | Santiago de Chile |
| Ive Livljanić         | 25. svibnja 1999.  | 31. kolovoza 2003.  | Santiago de Chile |
| Boris Maruna          | 4. listopada 2004. | 14. lipnja 2007.    | Santiago de Chile |
| Vesna Terzić          | 9. veljače 2009.   | 31. srpnja 2013.    | Santiago de Chile |
| Nives Malenica        | 28. svibnja 2014.  | 31. listopada 2018. | Santiago de Chile |

## Vanjske poveznice
- Peru na stranici MVEP-a